# 清水一輝 (俳優)
清水 一輝（しみず いっき、1992年〈平成4年〉5月8日 - ）は、奈良県出身の俳優、歌手である。自身がプロデュースする『一騎討ちproject』の舞台を中心に、歌手としては IKKI として活動している。

## 来歴
高校卒業後、地元奈良県から上京。
2015年 舞台のプロデュースを始める。
2016年 『一騎討ちProject』と題し、”否定からはなにも始まらない”という信念を、舞台公演のみならず、音楽、ボクシングプロテスト、100キロマラソンなど、様々な分野に挑戦し体現していくプロジェクトを立ち上げた。
2017年 プロ野球選手やアーティスト、YouTuberなどをゲストに招き、一騎討ちトークイベントを北海道、大阪、東京の全国三都市にて毎年行っており2,000人を動員。
2018年 アウトドアブランド『THE NORTH FACE』の広告に抜擢。
2019年 プロボクサーライセンスを取得。
2019年 水泳着ブランド『Speedo』の広告に抜擢。
2019年 公式ウェブサイト『team ONE FIGHT』を開設。
2020年・2021年 浄水器ブランド『WACOMS』の広告に抜擢。
2021年 11月21日、IKKIとして自身初の楽曲『keep on』がリリースされ、音楽活動を開始。千葉ロッテマリーンズの石川慎吾の登場曲としても使用されている。

## 人物・エピソード
- 血液型はO型
- 13歳から野球を始め、ピッチャーとして活動していたが、15歳で肩が強いという理由でキャッチャーにコンバートされる。
- 中学3年の夏の県大会では、奈良県3位と健闘し、野球推薦で高校へ入学している。
- 高校卒業後、俳優として活動を始めたのは18歳の頃から。知人から舞台のオーディションを勧められたのがきっかけである
- 阪神タイガースの大ファンと公言している
- 神港学園硬式野球部でプレー。同期にはボートレーサーの山川雄大がいた

## 出演

### 舞台
- PRIDE（2012年）
- 男の60分（2014年）
- オサエロ（2014年・2015年）
- Kiss Me You〜頑張ったシンプー達へ〜（2016年、中目黒キンケロシアター）
- 熱海殺人事件（2017年） - 木村伝兵衛 役
- HOME〜素晴らしき日の最後の一杯〜（2017年、池袋あうるすぽっと）
- MOTHER〜特攻の母 鳥濱トメ物語〜（2017、新国立劇場）- 金山文博 役
- 東京のぺいん -overworks-（2017年、CBGKシブゲキ）
- アイスベリーバグ（2018年、東京 CBGKシブゲキ・愛知 東別院ホール）
- 一騎討ちProject 『ゴミノクワイ』 (2018年、赤坂RED/THEATER)
- 安達健太郎と役者がコントするLIVE（2019年、ルミネtheよしもと）
- フクロウガスム（2019年、赤坂RED/THEATER）
- 一騎討ちProject 『吼える』（2019年、東京 CBGKシブゲキ・大阪 朝日放送ABCホール）
- 東京マハロ 第23回公演『あるいは真ん中に座るのが俺』(2020年、赤坂RED/THEATER)
- 矢島弘一 脚本演出 白からはじまる世界（2021年、シアターサンモール）
- 一騎討ちProject『忘華〜ボケ〜』(2022年、東京 草月ホール・大阪 朝日放送ABCホール)
- 吉本興業主催公演『ゴミノクワイ』 (2022年、赤坂RED/THEATER)
- 宮下貴浩 × 私オム『わかば自動車教習所で恋を学ぶ』(2023年、シアターサンモール)
- 篠原哲雄映画監督演出『Beautiful Twelve ～ 美しき12人 ～』(2023年、シアター・アルファ東京)出演予定
- 舞台 京極の轍-京羅戦争編-powered byヒューマンバグ大学（2024年、新宿FACE） - 秋元詩郎 役[1]
- 一騎討ちProject『あれから』（2024年、東京 赤坂レッドシアター/大阪 ABCホール） - 相見大 役
- 一騎討ちProject『オサエロ -2024-』（2024年、こくみん共済 coop ホール/スペース・ゼロ 他） - 中原修 役[2]

### ドラマ
- カンテレ開局60周年記念特別ドラマ『BRIDGE はじまりは1995.1.17神戸』（2019年、関西テレビ・フジテレビ）
- 臨床犯罪学者 火村英生の推理2019（2019年、Hulu）
- イミコワ考察ミステリー「#不気味な答え」（2024年、テレビ朝日）
- 天久鷹央の推理カルテ 第6話（2025年5月27日、テレビ朝日） - 川上敦也 役

### MV
- オリジナルフィルム企画『一秒先 向かう者と ただ訪れる者』（2016年・2017年） - 嘉山春斗 役[3]

### CM・広告
- THE NORTH FACE Mountain Athletics 2018ss[4]
- Speedo “Breaks”シリーズ 2020モデル[5]
- AK-69『THE ANTHEM in BUDOKAN』予告 OP映像[6]
- 2020年 2021年 浄水器ブランド「WACOMS」CM[7]

### 雑誌
- 『走るひと3』[8]
- 『走るひと4』[9]
- 『走るひと5』[10]
- 『走るひと7』[11]
- asics「TARTHEREDGE」特集インタビュー[12]